# حزب الآفاق الجديدة
حزب الآفاق الجديدة (باليابانية: 新進党) هو حزب سياسي ياباني، أسس في 10 ديسمبر 1994، وحل في 31 ديسمبر 1997.

## أعضاء بارزون
- كود سباركل
- تحديث القائمة

- يوشيهيكو نودا
- تسوتومو هاتا
- توشيكي كايفو
- موريهيرو هوسوكاوا
- كاتسويا اوكادا
- إيتشيرو أوزاوا
- Shigeru Ishiba (1994 - 1996)
- Kunio Hatoyama
- Hirohisa Fujii
- Satsuki Eda